# 과다라마 터널

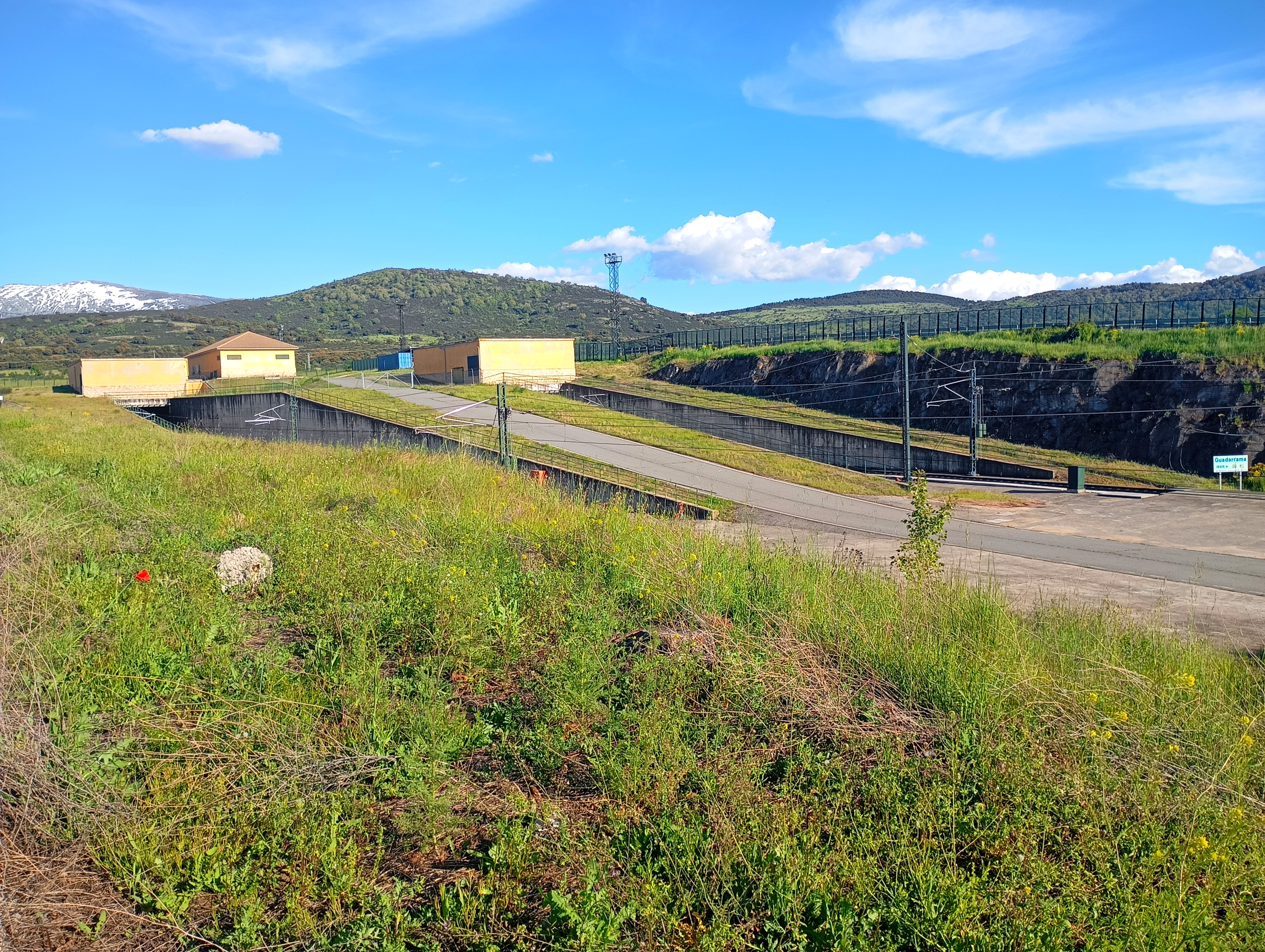
세고비아 지방 북서쪽 입구에서 터널 입구

과다라마 터널 (Guadarrama Tunnel)은 스페인의 마드리드-바야돌리드 고속선상의 터널로, 과다라마 산맥을 관통한다.
서쪽은 28,407 m, 동쪽은 28,418 m인 쌍굴터널로, 스페인에서 가장 긴 터널이다. 2007년 12월에 개통하였으며, AVE가 운행한다.